# Elses letzter Hauslehrer
Elses letzter Hauslehrer ist ein deutsches Stummfilmlustspiel aus dem Jahre 1916 von Paul Otto mit Else Eckersberg in der Titelrolle und Kurt Vespermann als ihr Hauslehrer.

## Handlung
Baroness Else von Hohenstein ist ein ziemlicher Wildfang, der es seinen Mitmenschen, allen voran ihren bisherigen Gouvernanten und Erzieherinnen, nicht gerade leicht macht. Nun haben ihre Eltern die Faxen dicke, und sie beschließen: Ein Hauslehrer muss her! In dem Oberlehrer a. D. Dr. Würmling meinen Elses Eltern einen geeigneten Kandidaten aufgespürt zu haben. Als dieser von Else einen Brief erhält, in dem sie ihm frech rät, lieber nicht zu kommen, da sie ihn eh wieder herausekeln werde, ist er empört angesichts solcher Dreistigkeit und lehnt ab. Sehr viel ulkiger findet sein Neffe, Theo Würmling, Elses Einfall, und ihm gefällt die Idee, diese freche Rotzgöre kennen zu lernen und sich anschließend von ihr hinausekeln zu lassen. Da Elses Eltern bei der erwarteten Ankunft Würmlings auf Reisen sind, hat Else einen Einfall: Sie besticht ihren kleinen Bruder mit Schokolade, dass dieser in Mädchenkleidern anstatt ihrer in das vorgesehene Pensionat einzieht, während Else sich in Jungsklamotten zwängt, um als ihr eigener Bruder den neuen Hauslehrer erst mal in Augenschein zu nehmen und ihn als vorlauten Bengel herauszufordern.
Else ist umso überraschter, als sich der angeblich strenge, verknöcherte Lehrer a. D. Würmling als ausgesprochen sympathisch und jung entpuppt. Auch quält er sie nicht nur mit langweiligen Unterrichtsfächern wie Latein und Mathematik, sondern lehrt sie auch Boxen und Fechten, Reiten und Turnen. Natürlich ahnt Theo, dass sich Else einen Spaß mit ihr machen will und will sich nicht als Spielverderber erweisen. Beide haben ihren Spaß miteinander, bis ein Telegramm die Rückkehr von Elses Eltern angekündigt. Augenblicklich schlüpft das Mädchen in ihre alte Existenz zurück, tut so, als sei sie gerade aus dem Pensionat heimgekehrt und bittet Theo, zu bleiben. Theo, der ahnt, dass Schabernack mit ihm getrieben wurde und eine frappierende Ähnlichkeit zwischen dem vorgeblichen Jungen und der jetzigen Else erkennt, verlangt, dass sie ihren Bruder herbeiholt. Der hat erwartungsgemäß nur wenig Ähnlichkeit mit dem „Jungen“, den Else zuvor Theo gegenüber verkörpert hatte. Lachend fällt Else dem netten jungen Mann um den Hals. Als die Eltern von ihrer Reise heimkehren, ist es nun an Theo, zu gestehen, dass er lediglich der Neffe des avisierten Hauslehrers Würmling ist. Diese Gelegenheit nutzt Theo dazu, um bei ihren Eltern um Elses Hand anzuhalten.

## Produktionsnotizen
Der kurze Streifen besaß eine Anzahl von, je nach Quelle, ein bis drei Akten, in der österreichischen Fassung mit einer Länge von rund 1100 Metern. Elses letzter Hauslehrer passierte die Filmzensur im September 1916 und wurde kurz darauf in Berlin im  Tauentzienpalast uraufgeführt.

## Aufführungen
Am 13. Januar 1917 lief der Film in Dresden im Prinzeß-Theater, auch Prinzess-Lichtspiele, Prager Straße 52 am Hauptbahnhof.
Das “Lichtspiel-Theater”, Gasstraße - Ecke Bahnhofstraße in Guben, annoncierte am 10. September 1917 neben zwei Detektiv-Dramen aus den Serien um Stuart Webs [sic] und Harry Higgs die Aufführung von „Elses letzter Hauslehrer, Entzückendes Lustspiel in 3 Akten“ für die Zeit vom 18. – 20. September. Die Vorstellung wurde mit „Salon-Musik“ begleitet.

## Kritiken
In Wiens Neue Kino-Rundschau heißt es: „In diesem flott gespielten Dreiakter ergötzen wir uns an den lustigen Streichen eines wilden jungen Mädchens, das von Else Eckersberg mit sprudelndem Uebermut gegeben wird.“
Paimann’s Filmlisten resümierte: „Stoff nicht neu, doch humoristisch sehr gut. Stoff, Spiel und Photos desto.“